# Gualtério Gifardo
Gualtério Gifardo, Senhor de Longueville, Normandia (também conhecido como "Gifardo de Barbastre"), foi um barão normando, tenente e cavaleiro cristão na Inglaterra que lutou contra os sarracenos na Espanha durante a Reconquista e foi um dos 15 ou mais Companheiros conhecidos de Guilherme, o Conquistador, na Batalha de Hastings em 1066.

## Vida
Gualtério era o filho de Osborne de Bolbec, Senhor de Longueville e Avelina, irmã de Gunora, duquesa da Normandia. Consequentemente, ele era primo de Guilherme, o Conquistador.
A partir de meados da década de 1040 seu nome apareceu entre os apoiadores leais de Guilherme II da Normandia. Gualtério esteva na Batalha de Mortemer e entre os barões normandos que surpreenderam e derrotaram os condes Odo e Renaud liderando o contingente francês atacando a Normandia pelo leste. Em particular, ele e um outro grande vassalo de Roberto d'Eu encontrou o exército de Odo acampando na aldeia de Mortemer sem sentinelas e os soldados estavam bêbados. Os normandos atacaram os franceses enquanto dormiam, a maioria sendo mortos ou feitos prisioneiros. Enquanto o próprio Odo escapou, quando o rei Henrique I soube do destino de seu irmão pelo exército de Odo, ele prontamente retirou suas forças restantes e deixou a Normandia. Em 1054 Gualtério foi o encarregado de manter o cerco do castelo de Arques, contra Guilherme de Talou, que havia se rebelado contra o duque.
Como muitos outros cavaleiros normandos e franceses durante o início dos séculos XI e XII, Gualtério serviu como um cavaleiro cristão na Espanha (c. 1064-65) contra os sarracenos. Seu epíteto le Barbastre foi conquistado quando participou do cerco de Barbastro, uma investida condenada pelo Papa Alexandre II contra os mouros em 1064, uma das mais famosas façanhas daquele tempo. Até o momento da Conquista, Gualtério tinha retornado para a Normandia tendo um presente do rei da Espanha para o duque Guilherme, um magnífico cavalo de guerra. O mesmo cavalo espanhol de guerra que o duque Guilherme pediu na manhã da batalha de Hastings. O rei espanhol em questão era com toda a probabilidade Sancho Ramirez de Aragão (1063-1094), que era conhecido por fazer amigos e recrutamento de cavaleiros e soldados do norte da França. Gualtério também foi um dos primeiros, se não o primeiro na Inglaterra a ir em peregrinação a Santiago de Compostela, na qual ele fez após o cerco de Barbastro e antes de retornar para a Normandia.
No início de janeiro de 1066, depois que o duque Guilherme recebeu a notícia da coroação de Haroldo Godwinson como rei da Inglaterra, ele convocou uma reunião que incluiu seis de seus principais magnatas, sendo Gualtério Gifardo um deles. Depois de contar-lhes de seu plano para invadir a Inglaterra e tomar a coroa todos eles aconselharam-no o apoiando totalmente, mas sugeriram que ele convocasse uma reunião de todos os seus vassalos, na qual Guilherme fez. Na fase de preparação para a batalha de Hastings, foi um dos magnatas normandos que forneceu navios para a frota de invasão de Guilherme. No seu caso, forneceu trinta. Gualtério era um dos dois que, depois de ter sido oferecido o privilégio de levar o estandarte de Guilherme na batalha, respeitosamente recusou. Embora a essa altura um guerreiro mais velho, de cabelos brancos, ele queria ambas as mãos livres para lutar. Como recompensa por sua participação, recebeu o baronato feudal de Long Crendon, compreendendo 107 feudos, 48 dos quais estavam em Buckinghamshire, do qual o caput estava em Long Crendon, Buckinghamshire. A data de sua morte não é registrada, mas seu filho Gualtério o sucedeu antes de 1085.

## Família
Gualtério era casado com Ermengarde, filha de Geraldo Flaitel. Gualtério e Ermengarde eram os pais de:
- Gualtério Gifardo, 1.° Conde de Buckingham;[3][1]
- Guilherme Gifardo, Bispo de Winchester;[15][16]
- Rohese Gifardo, casou-se com Ricardo fitzGilbert, Senhor do Clare;[3][1]
- Lora Gifardo, casou-se com Sir Roberto de Hampden.[1]